# Roccella Ionica
Roccella Ionica község (comune) Calabria régiójában, Reggio Calabria megyében.

## Fekvése
A megye északkeleti részén fekszik, a Jón-tenger partján. Határai: Caulonia, Gioiosa Ionica, Marina di Gioiosa Ionica, Martone és Nardodipace. 

## Története
A település valószínűleg egy ókori, görög alapítású város utódja. Első írásos említése Rupella néven a 11. századból származik.  A következő századok során a tengerparton portyázó török kalózok többször is kifosztották. A 19. században nyerte el önállóságát, amikor a Nápolyi Királyságban felszámolták a feudalizmust.

## Népessége
A népesség számának alakulása:

## Főbb látnivalói
- Palazzo Mazzone
- Palazzo Englen
- San Giovanni Battista del Priorato-templom
- San Vittore-templom